# 米利奇維爾 (伊利諾伊州)
米利奇維爾（英語：Milledgeville）是位於美國伊利諾伊州卡洛爾縣的一個村落。

## 地理
米利奇維爾的座標為41°57′50″N 89°46′28″W / 41.96389°N 89.77444°W，而該地最高點為海拔高度232米（即761英尺）。

## 人口
根據2010年美國人口普查的數據，米利奇維爾的面積為1.79平方千米，當中陸地面積為1.79平方千米，而水域面積為0.00平方千米。當地共有人口1032人，而人口密度為每平方千米576人。